# Colorimetria

Espectre lluminós

La colorimetria és la disiciplina que descriu els colors en nombres, o proveeix un color físic utilitzant diversos instruments de mesura. La colorimetria s'utilitza en entre altres en la indústria farmacèutica, a indústries com impressió de color, manufactures tèxtils, manufactures de pintura i a la indústria de l'alimentació.

## Barreges
En la colorimetria trobem tres tipus de barreja de llum de color.

### Additiva
Es tracta de la suma de llum de color: RGB (red, green, blue), és a dir, vermell, verd i blau. Cada color primari li correspon un complementari, i aquests sumats amb el seu primari, donen blanc. Per tant: (R) VERMELL + Groc = Blanc / (G) VERD + Magenta = Blanc / (B) BLAU + Cian = Blanc.
Es barregen directament a l'ull llums de diversos colors. Si els raigs de llum són petits i molt propers l'ull no els distingirà separadament sinó que en farà una barreja que podrà donar qualsevol altre color en funció de les intensitats de cada un dels components. En aquest principi es basa per exemple la pintura impressionista i la puntillista: si l'espectador es troba prou lluny no percep les pinzellades individuals sinó la seva barreja. La televisió en color i els monitors electrònics en general, fan servir un procediment semblant, barrejant en el tub una quantitat enorme de minúsculs puntets de colors.
Observant el diagrama cromàtic es veu que els primaris additius més adients són alguns colors en les zones del vermell, el verd i el blau, ja que el triangle que encerclen té la superfície més gran possible i, per tant, cobreix la major part de colors reals. Però és interessant saber que no tots els colors reals poden representar-se d'aquesta manera.
A partir de la forma “triangular” del diagrama cromàtic es veu que combinant dos colors primaris obtenim el complementari del tercer. Així doncs, amb vermell i blau s'obté magenta, amb blau i verd s'obté cian i amb verd i vermell s'obté groc.
Simplificant com abans podem expressar aquestes sumes: Vermell + Blau = Magenta / Blau + Verd = Cian / Verd + Vermell = Groc

### Substractiva
Aquesta es tracta de l'aplicació d'un filtre que farà eliminar el primari dins la barreja i això crea el color complemtari final. Per exemple, si tenim un raig de llum blanca i eliminem el blau (B) amb un filtre, el color que ens quedarà serà vermell (R) i verd (G), que faran groc (Y).
A diferència d'abans, ara es tracta d'una llum blanca a la que es van treien successivament diverses components de color. Per això s'anomena composició sustractiva.
Aquesta barreja sustractiva és la que es fa servir usualment en pintura: afegir capes de pintura de gruixos diversos no és altra cosa que col·locar filtres de colors de diversa intensitat al pas de la llum. També es fa servir en els procediments moderns de revelat de fotografia i cinema en colors o en la impremta.
Els colors bàsics que es fan servir per aquest altre tipus de composicions són els anomenats primaris sustractius: magenta, groc i cian. Com hem vist es poden obtenir a partir dels primaris additius. Sobreposant un filtre groc i un magenta la llum que passa és vermella. Amb un filtre groc i un cian s'obté un verd. I amb un magenta i un cian s'obté un blau. És a dir: Groc + Magenta = Vermell / Groc + Cian = Verd / Magenta + Cian = Blau

### Juxtaposició
Basada en la integració de punts de llum.

## Utilitzant un colorímetre
Un colorímetre és el dispositiu utilitzat en colorimetria. Per utilitzar aquest dispositiu, hi ha diverses solucions que es poden trobar, i un control (normalment un entremig entre aigua destil·lada i una altra solució) primer s'omple una cubeta i es posa dins un colorímetre per calibrar l'aparell. Només després el dispositiu ha estat calibrat pot utilitzar-se per trobar les densitats i/o les concentracions de l'altra solució. Es pot repetir l'operació, cada vegada calibrant de nou el colorímetre, per a afinar més la mesura.

## Pinzellada dels instruments
Un colorímetre agafa tres mesures del mateix espectre per obtenir una rugositat estimada de la mostra del color. Per mesures acurades/crítiques l'espectròmetre agafa 31 lectures de la mateixa mostra. Un densitòmetre és suficient per mesurar lluminositat i foscor. Un espectraradiòmetre mesura els colors de fonts de llum.

## El desafiament en colorimetria
Els colors que semblen iguals tenen les mateixes característiques espectrals en qualsevol sistema colorimètric que s'utilitzi, sempre assumint que hi ha idèntiques condicions de visibilitat (font) i idèntics observadors amb una visió de color normal.

## Dispositius de mesura
Les característiques del filtre escollides pels colorímetres són extremadament importants, com la longitud d'ona de la llum que es transmet per un colorímetre ha de tenir el mateix que s'absorbeix per la substància.
El color es pot mesurar mitjançant un espectròmetre, el qual agafa mesures en la regió visible (i una mica més dels límits de l'espectre visible) de la mostra de color que s'està mesurant. La corba de reflectància espectral és la informació més acurada que pot donar les característiques del color. Encara que, la corba de reflectància espectral és una gràfica de 31 lectures amb increments de 10 nanòmetres de la corba d'espectre electromagnètic que va des de 400 a 700 nanòmetres, el gràfic és sovint referit com l'ADN del color.
Quines aplicacions pràctiques es poden utilitzar per a aquests 31 valors? Això és perquè els valors són matemàticament reduïts a 3 mitjançant càlculs que integren els "observadors estàndards" i la font lluminosa seleccionada, acaben sent 3 valors tresestímuls, els quals es converteixen en coordenades al desitjat espai de colors.
La colorimetria utilitza càlculs estàndards de la ciència de color proveïts per la Comissió Internacional d'Il·luminació (CIE) el 1931. La Colorimetria no és una ciència exacta, segons les limitacions inherents del sistema (metamerisme sent el més problemàtic), el disseny de dispositius de mesures, els valors utilitzats per estimar una font de llum, etc.
Moltes indústries utilitzen només una fila de pigments, un color a trobar, correcció de lluminositat del color i els seus ulls. Els experts sovint troben la ciència de la colorimetria útil, per molts aspectes.